# Bruton-Tyrosinkinase
Bruton-Tyrosinkinase (BTK) ist ein Enzym in Wirbeltieren, das die Phosphorylierung bestimmter Proteine katalysiert. Es handelt sich daher um eine Kinase. Sie gehört zu den Tyrosinkinasen der Tec-Familie, die vor allem in B-Zellen exprimiert ist. BTK übernimmt wichtige Funktionen bei der Vermittlung des B-Zell-Rezeptor-Signals ins Zellinnere. Eine Mutation im BTK-Gen des Menschen ist Ursache des so genannten Bruton-Syndroms (XLA).

## Aufbau
Die Bruton-Tyrosinkinase besteht aus einer PH-Domäne am N-Terminus, gefolgt von einer TH-Domäne (Tec homology), einer SH3-Domäne, einer SH2-Domäne und einer C-Terminalen Kinase-Domäne. Die TH-Domäne besteht ihrerseits aus einer BH-Domäne (Btk homology) und ein oder zwei Prolinreichen Regionen.

## Aktivierung
Der erste Schritt bei der Aktivierung der Btk ist die Rekrutierung zur Plasmamembran durch die PH-Domäne, die an phosphatidylinostiol-3,4,5-trisphosphat (PIP3) bindet. PIP3 ist ein Produkt der PI3-Kinase. Gleichzeitig ist das Adaptorprotein BLNK wichtig für die Rekrutierung von Btk zur Membran und damit zum B-Zell-Rezeptor. Die Aktivität von Btk in B-Zellen hängt vermutlich von den Kinasen Syk und Lyn ab.

## Funktion
Eine wichtige Funktion von Btk ist die Aktivierung der PLCγ2. Btk phosphoryliert dabei die Tyrosine 753 und 759 in PLCγ2, was diese aktiviert. Außerdem rekrutiert Btk phosphatidylinositol-4-phosphate 5 kinase (PIP5K) zur Plasmamembran. PIP5K wiederum synthetisiert das wichtige PLCγ2-Substrat phosphatitylinsitol-4,5-bisphosphate (PIP2) aus PIP.
Eine Punktmutation in Btk führt in Mäusen dazu, dass die Kinase nicht zur Plasmamembran geleitet wird. Diese Mäuse werden Xid-Mäuse (X-linked immunodeficient) genannt.